# Zbudza
Zbudza (Hongaars: Izbugya) is een Slowaakse gemeente in de regio Košice, en maakt deel uit van het district Michalovce.
Zbudza telt 542 inwoners.